# 神医传奇
《神医传奇》（英語：The Divine Doctor），中国大陆的古装剧，导演王响伟、曹荣，主演高昊，孙耀琦，郭珍霓，李亭哲，张卫健，吴孟达，白柳汐。2014年2月开机，5月杀青。2015年1月21日在南方卫视（粵語）播出。

## 剧情
战国时期，郑国公主“半夏”突然遭遇变故成了孤儿，她流落民间，认识了朋友神医“苍术”的两个徒弟“狗宝”和“独活”，巫医“葛根”的女儿“丁香”。四人一同长大，“狗宝”和“独活”都爱慕她，她慢慢地发觉“独活”心术不正，“狗宝”才值得她付出一生，但是“狗宝”已经有了女友“丁香”，他一次次被自己的同门“独活”陷害，但是一次次转危而安，最终“独活”被诛，“狗宝”也隐藏民间。

## 演出
| 演员   | 角色     | 备注  |
| 高昊   | 狗宝     |       |
| 郭珍霓 | 半夏     |       |
| 孙耀琦 | 葛丁香   |       |
| 李亭哲 | 独活     |       |
| 白柳汐 | 长阳公主 |       |
| 张馨心 | 紫苏     | [ 3 ] |
| 李立   | 姬良     |       |
| 张卫健 | 苍术     |       |
| 吴孟达 | 葛根     |       |
| 汤镇业 | 姬乙     |       |
| 黄天崎 | 大黄     |       |
| 赵思   | 乌梅     |       |
| 韩炎达 | 柴胡     |       |
| 夏海涛 | 西门恩   | [ 4 ] |
| 王浩宇 | 赵种     |       |
| 汤镇宗 | 姬骀     | 客串  |

## 制作
该剧在河北省石家庄市鹿泉市取景。

## 外部連結
《神医传奇》的新浪微博